# Veneziano Vital do Rêgo
Veneziano Vital do Rêgo Segundo Neto (Campina Grande, 17 de julho de 1970) é um advogado e político brasileiro, filiado ao Movimento Democrático Brasileiro (MDB).
Já foi vereador e prefeito de Campina Grande por dois mandatos consecutivos, deputado federal pela Paraíba e atualmente é Senador pelo estado da Paraíba.
Nas eleições de 2018, foi eleito senador pela Paraíba, com 24,63% dos votos válidos. É o 1.º Vice-presidente do Senado Federal desde 2021.

## Biografia
Nasceu em 17 de julho de 1970, é filho da senadora Nilda Gondim e do jurista Antônio Vital do Rêgo, irmão de Vital do Rêgo Filho, sobrinho neto de Argemiro de Figueiredo, neto de Pedro Gondim e do major Veneziano Vital do Rego e casado com Ana Cláudia Vital do Rêgo. Em 1975 começa a estudar no Instituto São Vicente de Paula, fazendo posteriormente o ginásio na Escola Virgem de Lourdes (Lourdinas) e o Ensino Médio no Colégio Imaculada Conceição (Damas). Em 1987 é aprovado no vestibular de Direito pela Universidade Estadual da Paraíba e depois transferido para Centro de Ensino Unificado de Brasília, em decorrência de seu pai ter sido eleito deputado federal.
Em 1992 foi candidato a vereador de Campina Grande pelo PST, obtendo 301 votos, perdendo a eleição. Em 1996 elegeu-se com 2.108 votos vereador de Campina Grande pela primeira vez, sendo reeleito em 2000 com 3 485 votos, ambas eleições pelo PDT. Em 1998 e em 2002 candidata-se a deputado federal sem êxito, na primeira eleição com 428 votos e na segunda atinge a marca de 44.732 votos. Em 2004 é eleito prefeito de Campina Grande, derrotando o candidato Rômulo Gouveia do PSDB em 2º turno, sendo reeleito em 2008, derrotando novamente Rômulo Gouveia.
Em setembro de 2011 um recurso proposto por Rômulo Gouveia que visou a cassação do mandato de Veneziano não foi aceito pelo TRE por falta de legitimidade.
Foi eleito deputado federal em 2014 com 177 680 votos, sendo o segundo mais votado em todo o estado da Paraíba e o mais votado na cidade de Campina Grande, para a 55.ª legislatura (2015-2019). 
Votou a favor do Processo de impeachment de Dilma Rousseff.
Em abril de 2017 foi contrário à Reforma Trabalhista.
Em agosto de 2017 votou a favor do processo em que se pedia abertura de investigação do então presidente Michel Temer. No dia 06 de abril de 2018 filiou-se ao PSB e se lançou pré candidato ao Senado Federal na chapa com João Azevedo, também do PSB.
Em junho de 2019, votou contra o Decreto das Armas. 

### Controvérsias
Veneziano Vital do Rêgo responde a nove inquéritos (4 085, 3 976, 4 122, 4 229, 4 222, 4 179, 4 029, 4 017 e 4 012), por corrupção passiva, crimes de responsabilidade e contra a Lei de Licitações e lavagem de dinheiro, relativos aos seus dois mandatos de prefeito de Campina Grande. É investigado, em um dos casos, pelo desvio de R$ 10,3 milhões da prefeitura por serviços pagos a uma empreiteira que não executou os trabalhos. O deputado afirma que, dos 28 processos abertos contra ele no STF, 19 foram arquivados e que tem convicção de que isso ocorrerá com as investigações em andamento. Atribui as acusações a disputas políticas locais.
“Os inquéritos que respondo perante o Supremo Tribunal Federal são provenientes de investigações movidas pela Procuradoria do Município de Campina Grande/PB, em razão da contestação de atos administrativos praticados no período de 2005 a 2012, ocasião em que exerci o cargo de prefeito do Município de Campina Grande. Dos 28 processos abertos no âmbito do STF, 19 foram arquivados após extensas investigações realizadas pelas autoridades competentes, sem a comprovação, sequer indiciária, de minha participação na prática de qualquer ato lesivo ou ilícito durante minhas gestões. Tenho plena convicção de que os 9 inquéritos remanescentes, serão arquivados pela mesma motivação. Ressalta-se que os referidos procedimentos tiveram origem a partir de denúncias feitas pela Procuradoria Municipal, haja vista a disputa política local.”
Deputado Federal Veneziano Vital do Rêgo (PMDB/PB) - Fonte Congresso em Foco

### 1.ª Vice-presidência do Senado Federal
Veneziano foi eleito como 1º Vice-presidente do Senado Federal em 2021, com 40 votos. Ele foi reeleito ao cargo de 1.º Vice-presidente com os demais membros da Mesa Diretora em 2023, com 66 votos.

## Condecorações
| Insígnia | País   | Honra                                 | Data                   |
| -------- | ------ | ------------------------------------- | ---------------------- |
|          | Brasil | Grande Oficial da Ordem de Rio Branco | 21 de novembro de 2023 |